# ОШ „Младен Стојановић” Бронзани Мајдан
ОШ „Младен Стојановић” једна је од основних школа на подручју града Бања Лука. Налази се у улици Бронзани Мајдан бб у Бронзаном Мајдану. Име је добила по Младену Стојановићу, љекару, хуманисти, револуционару, учеснику Народноослободилачке борбе, једном од организатора устанка на Козари 1941. и народном хероју Југославије.

## Историјат
Школска зграда је изграђена непосредно послије Другог свјетског рата, а основна школа „Младен Стојановић” је у њој почела да ради 1948. године. Почетком шездесетих година су јој припојене четворогодишње школе у селима Горња Стратинска, угашена 1995. и Обровац, угашена 2009. Током Одбрамбено-отаџбинског рата 1992—1995. у школској згради су биле смјештене избјеглице. Објекат је дјелимично оштећен, а дио школске архиве је уништен. Школске 2015—2016. је имала двеста педесет и седам ученика, двадесет и осам наставника и вјероучитеља православне вјеронауке. У њеном саставу су радиле петогодишње подручне школе у селима Кмећани, отворена 1910, Доња Стратинска, отворена 1912. и Мелина, отворена 1950. године. Поред библиотеке са око 9000 књига, садрже спортску салу и спортске терене. Добитник је награде „Хасан Кикић” 1982. године.